# Babine
Babine bezeichnet im weiteren Sinne alle athapaskischen Indianer, die der Babine-Dialektgruppe des Babine-Witsuwit'en, eng verwandt mit dem Carrier, der Sprache der Dakelh, angehörten und entlang des Babine Rivers sowie rund um den Babine Lake, Trembleur Lake und den Takla Lake im zentralen Innern von British Columbia, Kanada, lebten. 
Heute zählen hierzu die Lake Babine Nation (auch Nat'oot'en Nation genannt) sowie die Takla Lake First Nation (früher auch North Takla Lake Indian Band, Fort Connolly Indian Band, Sustutenne). 
Meist wird jedoch mit Babine nur die heutige Lake Babine Nation bezeichnet, die aus drei Gemeinden besteht: Fort Babine (ursprünglich: Wit'at, ca. 100 Vollzeitbewohner), Tachet (ca. 100 Vollzeitbewohner) und Woyenne (neben dem Dorf Burns Lake, ca. 800 Vollzeitbewohner).
Die Lake Babine Nation entstand aus einem umstrittenen Verschmelzungsprozess in den 1950er Jahren. Dieser umstrittene Prozess führte zu einer Separationsbewegung in der Gemeinde Fort Babine. Tatsächlich sehen sich manche Einwohner dieser Gemeinde als "Wit'at-Nation".
Der Begriff Babine ist französischer Herkunft und bedeutet "lippig", was auf die Tatsache zurückführt, dass bei der ersten Entdeckung von Pelzhändlern Babinefrauen Labrets (Lippenpiercings) trugen. Obwohl es von manchen als herabsetzend angesehen wird, bevorzugen sie den Namen Lake Babine Nation, weil es die Verbindung der Leute zu ihrem ursprünglichen Gebiet um den gleichnamigen See unterstreicht.